# Tadeusz Podgórski
Tadeusz Podgórski (ur. 27 czerwca 1922 w Oświęcimiu, zm. 12 marca 1992) – polski działacz partyjny i państwowy, inżynier mechanik, podsekretarz stanu w Ministerstwie Przemysłu Maszynowego (1967–1969) oraz Ministerstwie Nauki, Szkolnictwa Wyższego i Techniki (1973–1974), wieloletni wiceprezes urzędów związanych z miernictwem (1969–1973, 1975–1989).

## Życiorys
Syn Sebastiana i Marii. Od 1939 do 1944 robotnik w Cukrowni Józefów, od 1945 do 1946 starszy adiunkt w Departamencie Okręgowym Kolei Państwowych w Łodzi. Ukończył studia z inżynierii mechanicznej na Akademii Górniczo-Hutniczej w Krakowie. Pracował jako starszy asystent i starszy adiunkt na AGH (1951–1954) i Politechnice Krakowskiej (1954–1960), zajmował stanowisko prodziekana w strukturach drugiej uczelni. Następnie był dyrektorem Fabryki Aparatury Pomiarowej w Krakowie (1960–1964) i Zjednoczenia Przemysłu Automatyki i Aparatury Pomiarowej „Mera” w Warszawie (1964–1967).
W 1945 wstąpił do Polskiej Partii Socjalistycznej, w 1948 włączonej do Polskiej Zjednoczonej Partii Robotniczej. W latach 50. członek Komitetu Uczelnianego PZPR na PK i członek plenum Komitetu Dzielnicowego PZPR. Pełnił funkcję podsekretarza stanu Ministerstwie Przemysłu Maszynowego (grudzień 1967 – wrzesień 1969) oraz Ministerstwie Nauki, Szkolnictwa Wyższego i Techniki (marzec 1973 – grudzień 1974). Zajmował również stanowisko wiceprezesa Centralnego Urząd Jakości i Miar (wrzesień 1969 – marzec 1972), a po jego przekształceniu Polskiego Komitetu Normalizacji i Miar (kwiecień 1972 – marzec 1973, kwiecień 1975 – luty 1979) oraz Polskiego Komitetu Normalizacji, Miar i Jakości (luty 1979 – lipiec 1989).
Został pochowany na Cmentarzu Komunalnym Północnym w Warszawie.